# Jigger

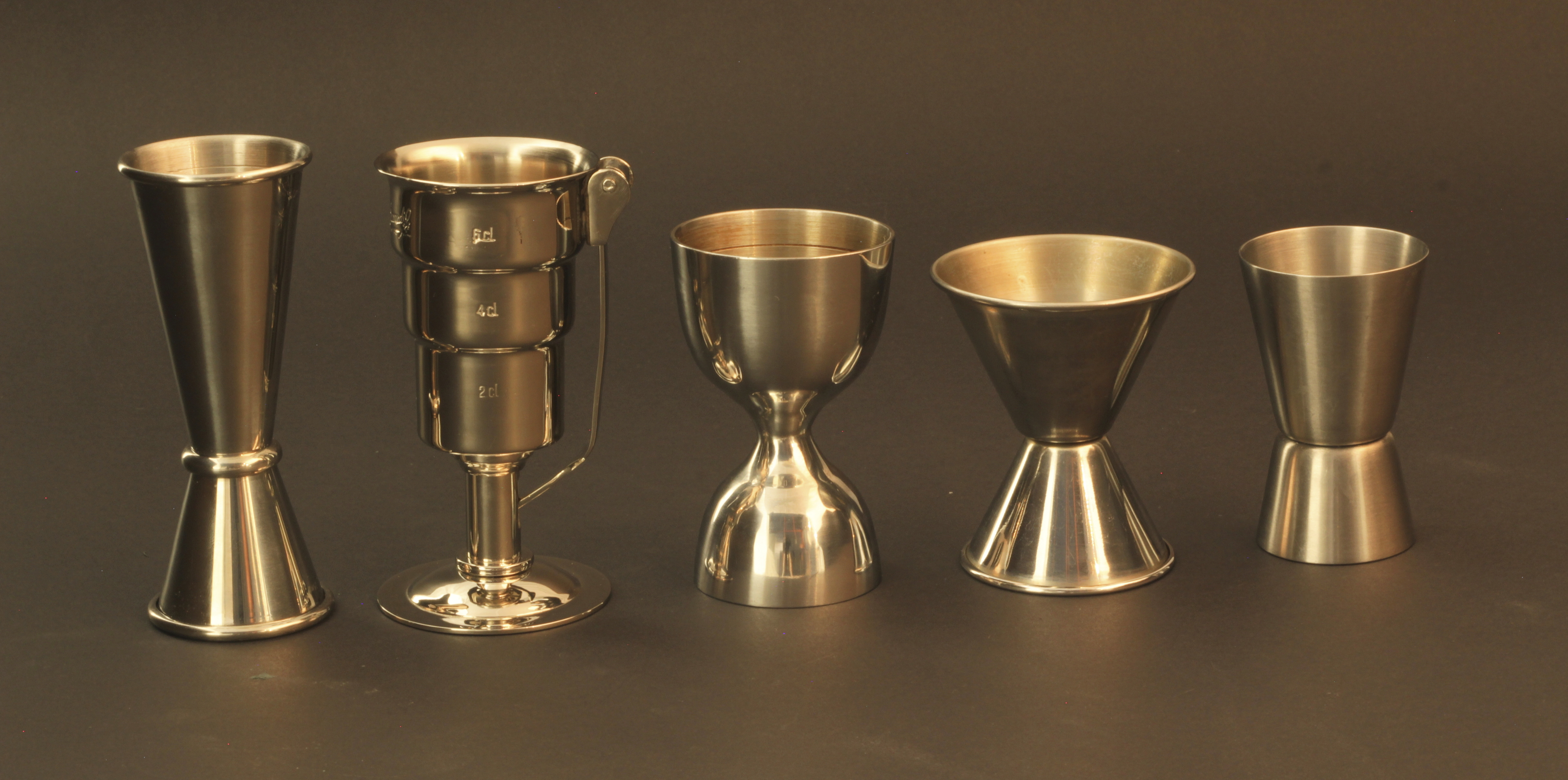
Verschiedene Jigger aus Metall

Ein Jigger [ˈdʒɪɡə] oder Barmaß ist ein Messbecher zum Abmessen kleiner Flüssigkeitsmengen. Jigger kommen vor allem in Bars bei der Zubereitung von Cocktails zum Einsatz und gehören somit zu den Barwerkzeugen. Im deutschsprachigen Raum verwenden Barkeeper gelegentlich auch das vom Substantiv abgeleitete Verb jiggern als Synonym für „mit einem Jigger / Barmaß abmessen“ und damit als Gegenbegriff zum Freepouring, dem Dosieren mit Hilfe eines Ausgießers an der Flasche. Beim Freepouring wird die der Flasche entnommene Flüssigkeit nicht an einer Skala abgemessen, sondern durch Zählen ermittelt.

## Geschichte
Das Wort hat im Englischen verschiedene Bedeutungen, unter anderem steht es für einen nicht näher benannten Gegenstand, ähnlich wie „Ding“ oder „Dingsda“. Zugleich war Jigger im 19. Jahrhundert in den Vereinigten Staaten, als sich die Bar- und Cocktailkultur stark entwickelte, eine geläufige Bezeichnung für die Flüssigkeitsmenge, die typischerweise von Spirituosen ausgeschenkt wurde: 1 Jigger (auch gill) = 1,5 (fl.) oz. = ca. 44 ml. Mit der kleineren, „Pony“ genannten Seite wurde entsprechend 1 Pony = 1 oz. = ca. 30 ml abgemessen, also der heutige Shot. Abweichende Definitionen sind allerdings nicht selten, beispielsweise konnte ein Jigger auch einem wine-glass (kleines Weinglas), also ungefähr 6 cl, entsprechen.
In der deutschen Fassung seines 1882 in den Vereinigten Staaten erschienenen Barbuches The Bartender’s Manual erklärt der Barkeeper Harry Johnson die damals gebräuchliche Maßeinheit „Weinglas“ und liefert zugleich eine Beschreibung der damals üblichen Jigger:

„In allen nachstehenden Recepten findet sich für ein gewisses Quantum Flüssigkeit die Bezeichnung ‚Weinglas‘ womit angezeigt wird, dass der Inhalt eines richtigen Weinglases zur· Messung verwendet werden soll. Das in den Erste-Klasse-Saloons und Hotels dazu angewandte Mess-Gefäss ist jedoch in der Regel aus edlem Metall oder von bester Composition, hat die Form eines Sherry-Weinglases, mit kurzem Stengelfuss, und dieses Gefäss bezeichnet die englische Sprache mit dem Worte ‚Gigger‘.“

## Formen und Größen
Jigger haben oft zwei Seiten mit unterschiedlichem Volumen, und es gibt sie in vielen verschiedenen Größen. Bei doppelseitigen Jiggern fasst die größere Seite zwischen 30 und 60 ml, die kleinere entweder die Hälfte oder zwei Drittel davon. In den meisten europäischen Ländern ist die Kombination 4/2 cl üblich, in Großbritannien 50/20 ml, in Australien 30/15 ml, in den USA 1,5/1 oz. (ca. 44/30 ml) oder 1,5/0,75 oz. (ca. 44/22 ml). Jigger japanischen Stils sind etwas schlanker und höher als die traditionellen US-Formen. Jigger bestehen meistens aus Metall, seltener aus Glas oder Kunststoff. Manchmal ist – bei Metalljiggern innen – eine Skalierung vorhanden, mit denen sich auch kleinere Mengen dosieren lassen. Mengen kleiner als 1 cl bzw. 10 ml werden in Cocktailrezepten jedoch überwiegend in Barlöffeln (1 BL = ca. 0,5 cl), Dashes (Spritzern) oder (selten) in Tropfen angegeben und dementsprechend auch nicht mit Jiggern abgemessen.

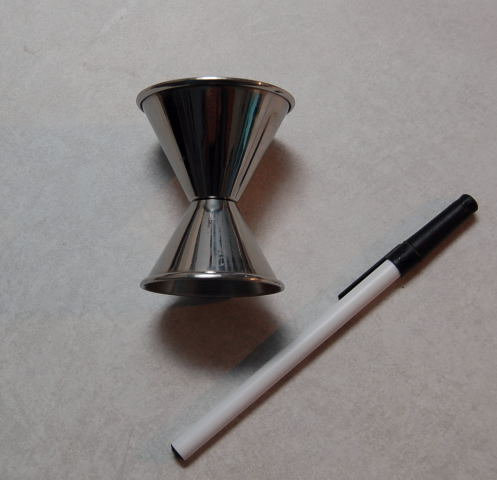
Größenvergleich: Jigger in traditioneller US-Form und ein Stift
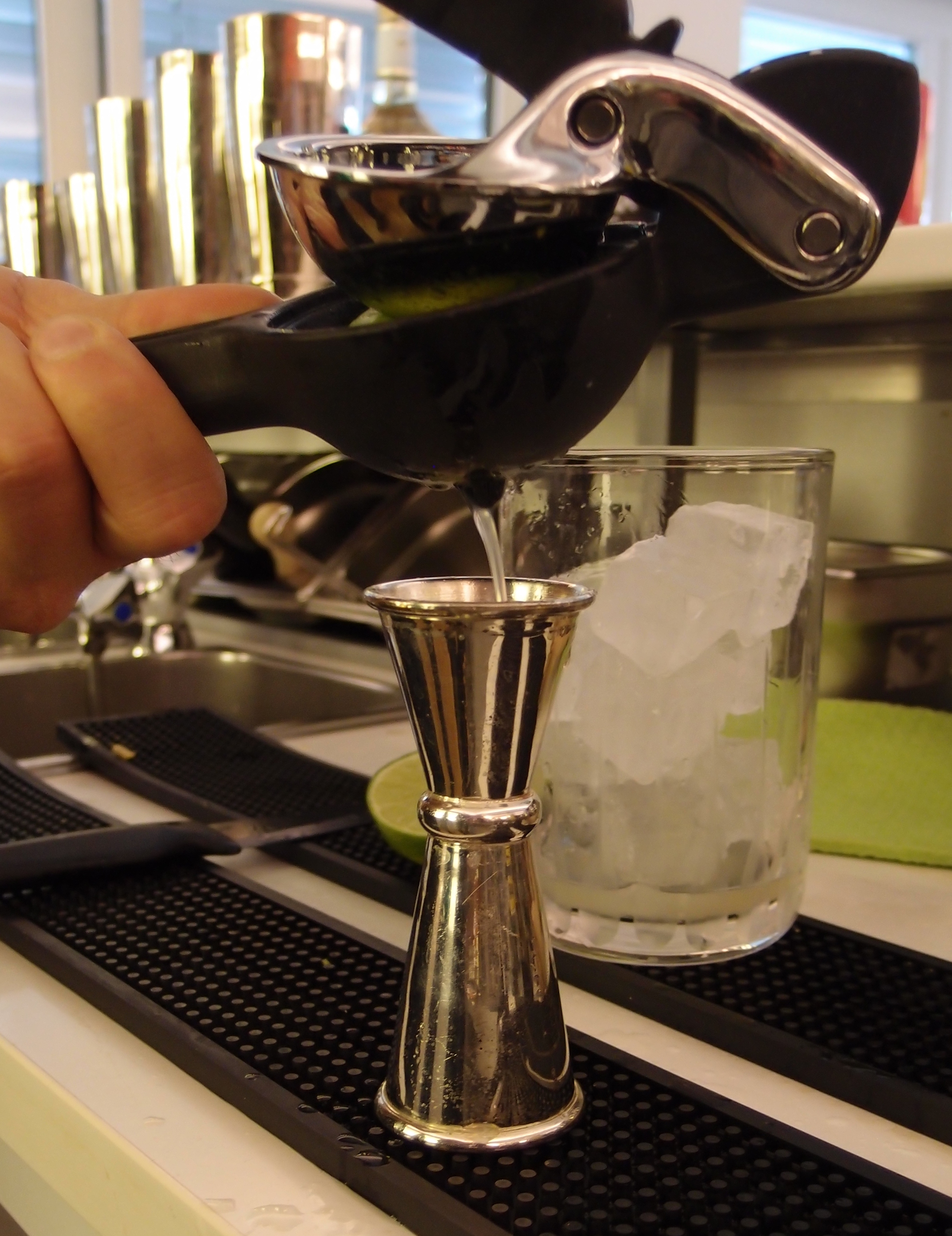
Limettensaft wird mit einer Limettenzange in einen japanischen Jigger gepresst
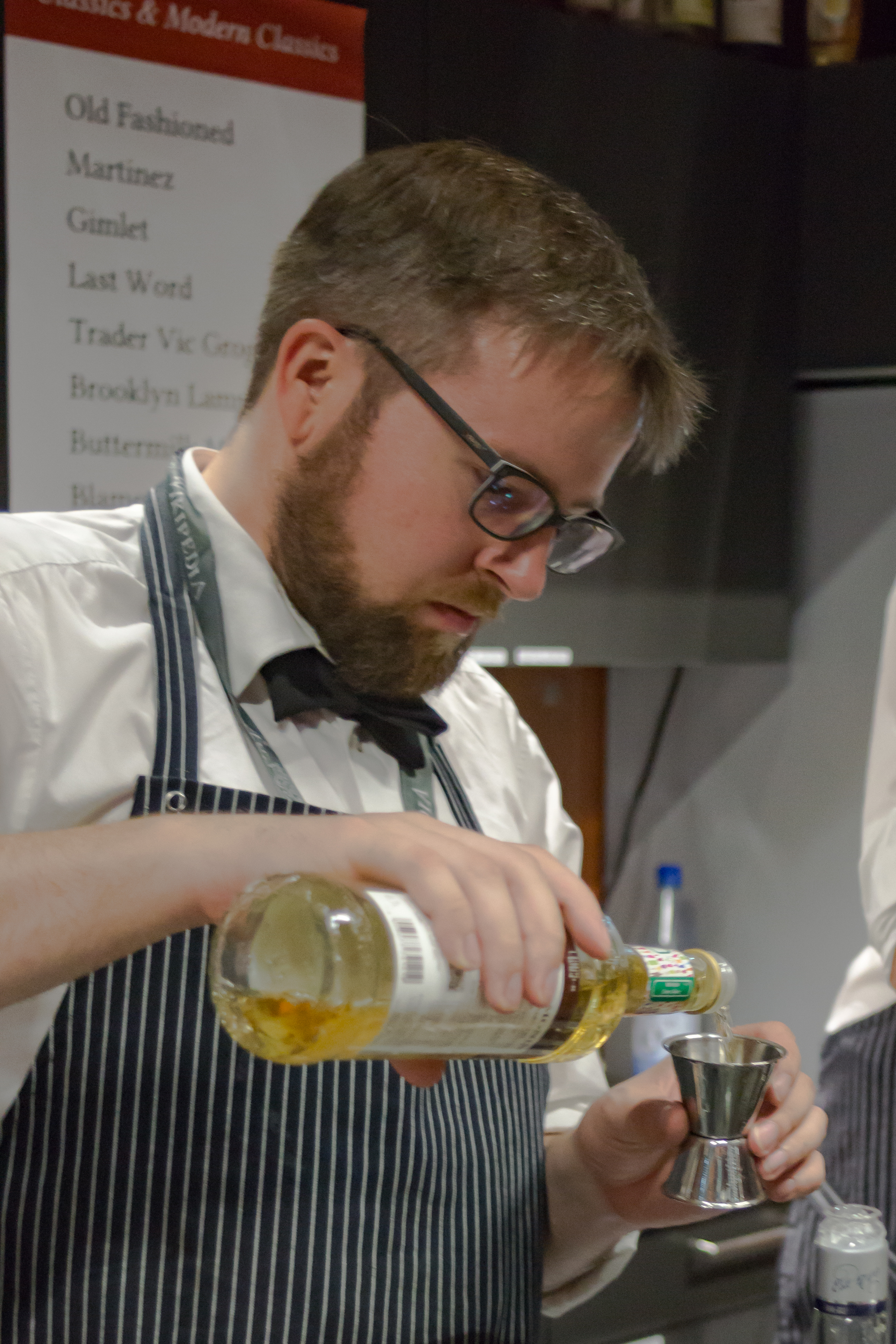
Abmessen mit einem doppelseitigen Jigger
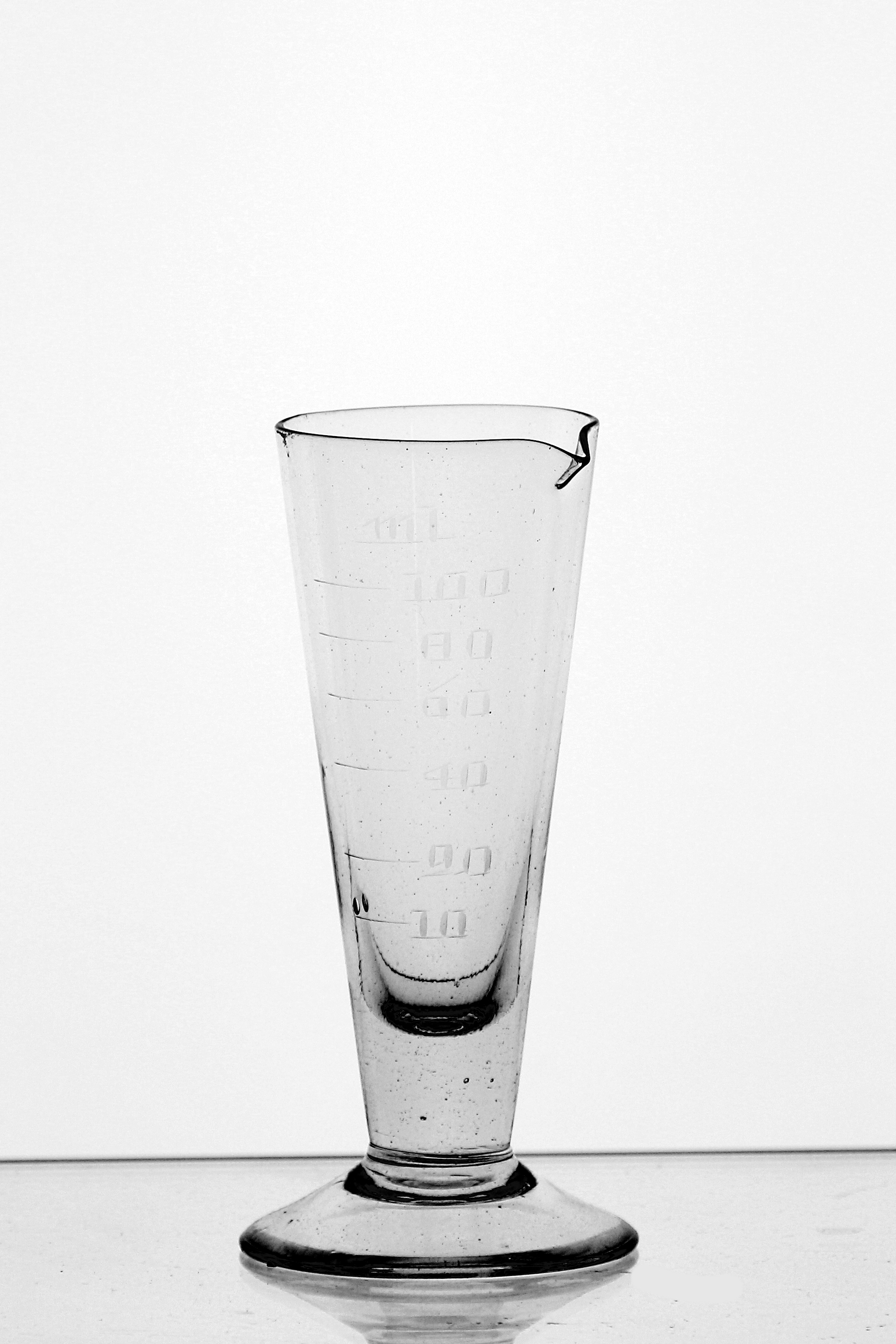
Jigger aus Glas, hier ein altes Apothekermaß (Mensur) mit 100 ml